# Polistes boharti
Polistes boharti är en getingart som beskrevs av Roy R. Snelling 1983. Polistes boharti ingår i släktet pappersgetingar, och familjen getingar. Inga underarter finns listade i Catalogue of Life.